# Splot immunoglobulinowy
Splot immunoglobulinowy, fałd immunoglobulinowy lub domena immunoglobulinowa (domena Ig) – struktura białkowa charakterystyczna dla cząsteczek z nadrodziny immunoglobulin, składającą się z dwóch równoległych harmonijek beta. Wyróżnia się 4 typy domen immunoglobulinowych:
- domeny IgV (znane także jako domeny V lub domeny części zmiennych) – mają największe rozmiary, a typowym przykładem są domeny części zmiennych przeciwciał. Jedna z beta-harmonijek beta ma 4, a druga 5 pasm.
- domeny IgC (znane także jako domeny C lub domeny części stałych) – mają mniejsze rozmiary, niż domeny V i budowę charakterystyczną dla domen Ig znajdujących się w częściach stałych przeciwciał. W obydwu harmonijkach beta znajdują się po 4 pasma aminokwasowe. Takie klasyczne domeny IgC nazywa się domenami IgC1. Do domen IgC zalicza się też domeny o charakterze IgV, ale rozmiarach porównywalnych z klasycznymi domenami IgC1. Noszą one nazwę doment IgC2.
- domeny IgI (z ang. intermediate) – mają cechy nie pozwalające zaklasyfikować ich do żadnej z powyższych grup[3].

Całość, niezależnie od rodzaju domeny, jest stabilizowana przez mostki dwusiarczkowe, a w skład struktury wchodzi 60-100 aminokwasów.